# Созерцатель (картина Крамского)
«Созерца́тель» — картина русского художника Ивана Крамского (1837—1887), написанная в 1876 году и являющаяся частью собрания Киевского музея русского искусства. Размер — 85 × 58 см.

## История и описание
Эта картина принадлежит к ряду картин Крамского, написанных в 1870-х и начале 1880-х годов, на которых он изображал крестьян — простых людей, живущих своей эмоциональной жизнью. На картине изображён крестьянин, стоящий на заснеженной тропе в лесу. Он одет в оборванный кафтан и лапти, руки спрятаны в рукава, вид у него продрогший. Он остановился и, по-видимому, о чём-то глубоко задумался.
Замысел картины «Созерцатель» возник у Крамского в начале 1870-х годов. Павел Третьяков сначала проявил интерес к картине — в частности, считается, что именно он дал картине её нынешнее название, написав Крамскому в начале 1877 года:
Я его называю созерцателем потому, что я вижу, что он созерцает… Не говорю, что он непременно природу созерцает: может быть, он созерцает тихую семейную жизнь свою после окончания пути, может быть, непроходимую бедность и холод, и голод, и злобу, ожидающие его и дома, может быть, веселие первого кабака представляется ему, может же просто представляется, как вот он сию бы минуту стянул что-нибудь — если бы бог помог!
Однако потом, когда картина была готова, Третьяков почему-то её не купил, так что картина оставалась в мастерской Крамского до 1878 года.
В 1878 году картина была представлена на 6-й выставке Товарищества передвижных художественных выставок («передвижников»). После этого картину приобрёл у автора Фёдор Терещенко. Впоследствии коллекция Фёдора Терещенко, включая картину «Созерцатель», стала частью собрания Киевского музея русского искусства.
Фёдор Достоевский в своём романе «Братья Карамазовы» использовал эту картину Крамского для описания одного из персонажей — Смердякова:
У живописца Крамского есть одна замечательная картина под названием «Созерцатель»: изображен лес зимой, и в лесу, на дороге, в оборванном кафтанишке и лаптишках стоит один-одинешенек, в глубочайшем уединении забредший мужичонко, стоит и как бы задумался, но он не думает, а что-то «созерцает». Если б его толкнуть, он вздрогнул бы и посмотрел на вас, точно проснувшись, но ничего не понимая. Правда, сейчас бы и очнулся, а спросили бы его, о чем он это стоял и думал, то наверно бы ничего не припомнил, но зато наверно бы затаил в себе то впечатление, под которым находился во время своего созерцания. Впечатления же эти ему дороги, и он наверно их копит, неприметно и даже не сознавая, — для чего и зачем, конечно, тоже не знает: может, вдруг, накопив впечатлений за многие годы, бросит всё и уйдет в Иерусалим, скитаться и спасаться, а может, и село родное вдруг спалит, а может быть, случится и то, и другое вместе. Созерцателей в народе довольно.